# Calliostoma
Troque, Calliostome
Genre
Synonymes
- Ampullotrochus Monterosato, 1890
- Benthastelena Iredale, 1936
- Callistoma Herrmannsen, 1846
- Calliostoma (Ampullotrochus) Monterosato, 1890
- Calliostoma (Benthastelena) Iredale, 1936
- Calliostoma (Calliostoma) Swainson, 1840
- Calliostoma (Fautor) Iredale, 1924
- Calliostoma (Maurea) Oliver, 1926
- Callistoma Herrmannsen, 1846 (emendation for Calliostoma Swainson, 1840)
- Callistomus Herrmannsen, 1846
- Conulus Nardo, 1841
- Elmerlinia Clench & Turner, 1960
- Jacinthius Monterosato, 1889
- Kombologion Clench & Turner, 1960
- Leiotrochus Conrad, 1862
- Omphalotukaia Yoshida, 1948

Calliostoma est un genre d'escargots marins dont la coquille, de taille petite à moyenne est operculée. Ils sont appelés troques ou calliostomes en français, calliostoma top snails en anglais. Ces mollusques gastéropodes appartiennent à la famille des Calliostomatidae, selon la Taxonomie des Gastropoda (Bouchet & Rocroi, 2005)).

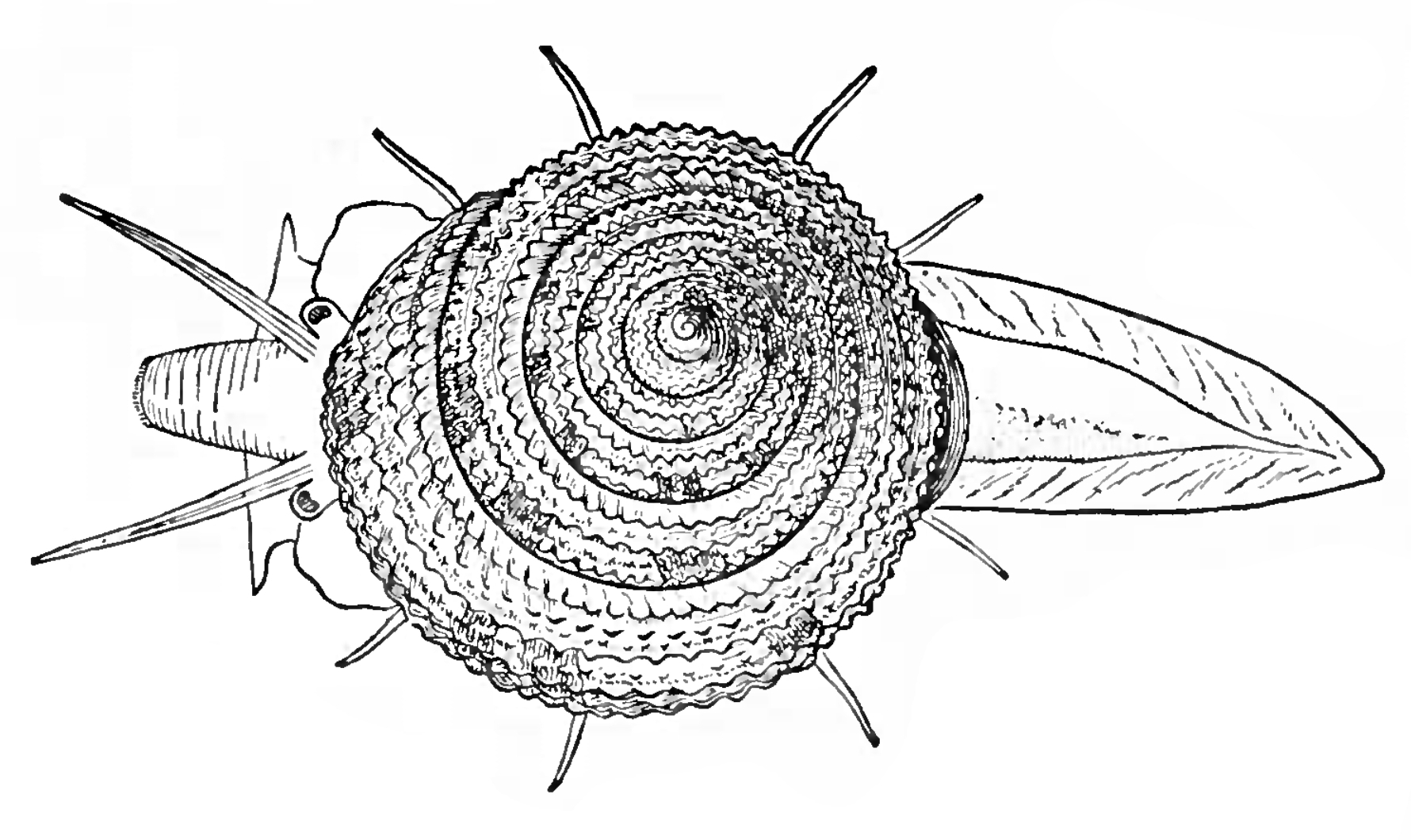
Dessin (vue dorsale) d'un spécimen vivant de Calliostoma bairdii dragué dans l'océan Atlantique à une profondeur de 100 à 1170 m.

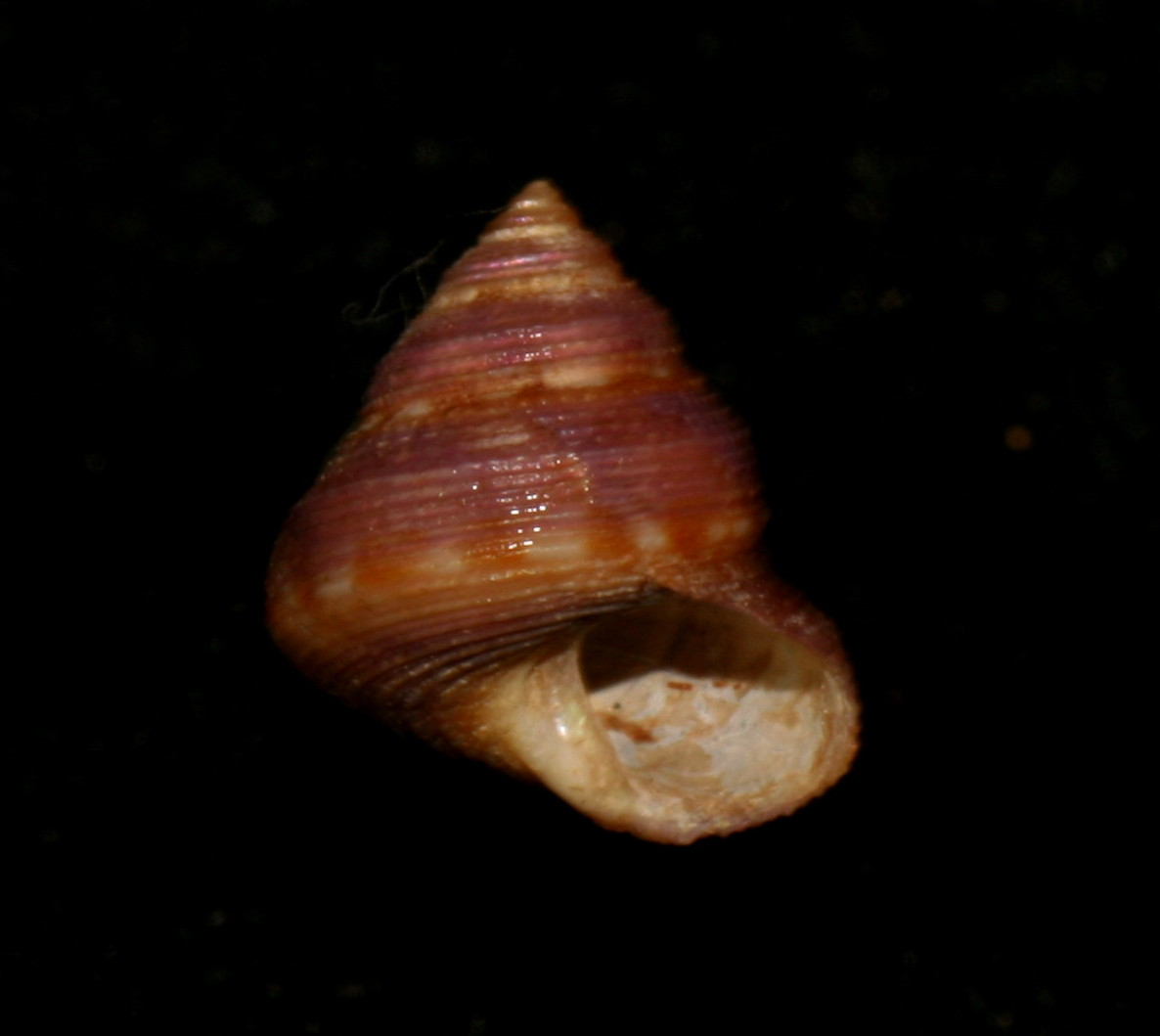
Spécimen rare de Calliostoma supragranosum trouvé en situation subtidale en Californie du Sud.

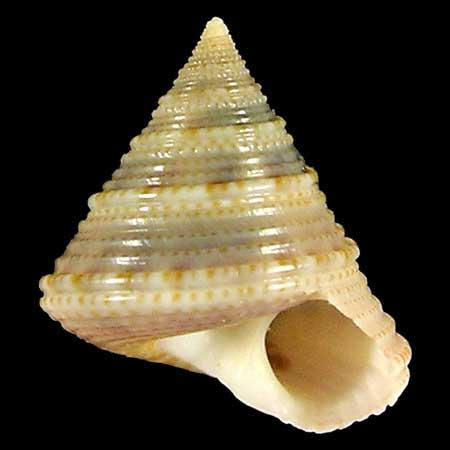
Ouverture de la coquille de Calliostoma trotini.

## Étymologie
Le nom de ce genre provient du grec κάλλος (kállos, beau) et στόμα (stóma, bouche), en raison de l'ouverture nacrée des coquilles.

## Taxonomie
Ce genre était autrefois classé dans la famille des Trochidae (et certains sont encore communément appelés troches). Actuellement  Calliostoma  est traité dans Registre mondial des espèces marines WoRMS comme un genre vaste et unique, mais il sera probablement bientôt subdivisé en sous-genres et certains de ces sous-genres pourraient être élevés au niveau de genres. En 2013 les informations sur ce genre étaient cependant encore trop fragmentaires pour permettre une révision générale du genre.
Calliostoma est le genre-type de la famille des Calliostomatidae.

## Fossiles
Plusieurs espèces de Calliostoma ont été identifiées parmi les coquilles fossiles de mollusques du Crétacé supérieur

## Distribution
Ce genre comprend des représentants dans tous les océans du monde, principalement trouvés sur des substrats durs même si quelques espèces japonaises vivent aussi sur des substrats sableux. Des espèces appartenant à ce genre sont retrouvées dans des zones peu profondes du plateau continental aux grands fonds marins.
Ce gastéropode Troque est fréquent sur les côtes rocheuses et les récifs.

## Description
La coquille de ce gastéropode peut atteindre 3 cm de haut. Elle est plutôt mince, vivement colorée, de forme aiguë, coéloconoïde (de forme presque conique, mais avec des côtés concaves), perforée ou plus rarement ombiliqué. 

Les spires sont lisses, souvent polies et striées en spirale ou granulaires. 
La base de la coquille est anguleuse en périphérie. 

L'ouverture de la coquille est quadrangulaire, sinueuse à la base et légèrement oblique. 

La Columelle est simple, et se termine souvent avec une légère dent vers l'avant;
Le noyau de la coquille semble être indifféremment dextre ou senestre,.

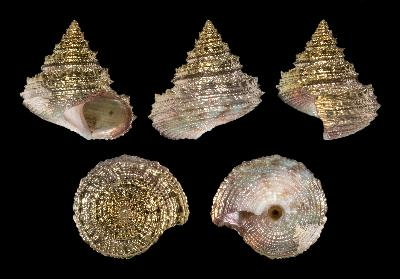
Calliostoma diadematum
Calliostoma formosense
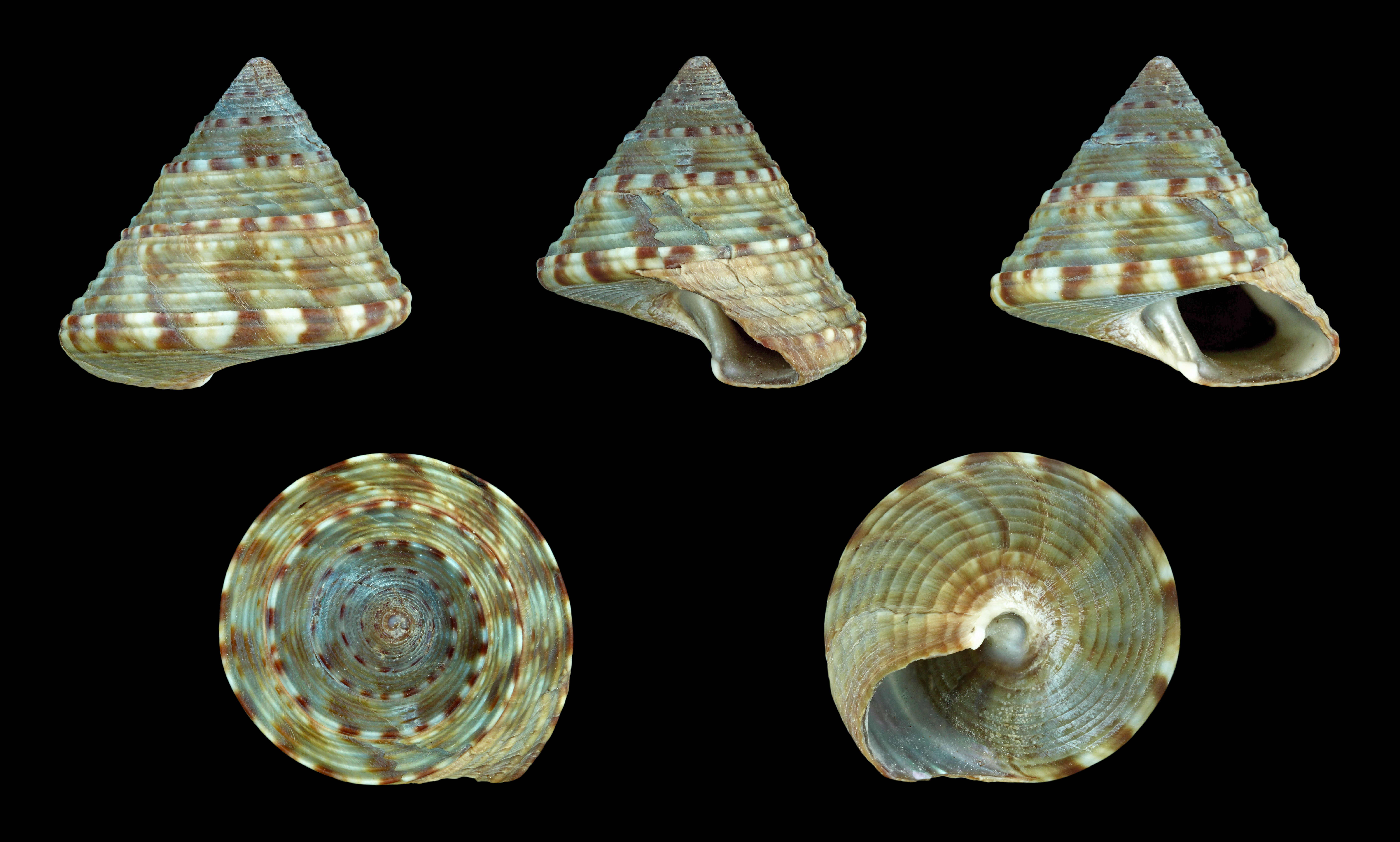
Calliostoma zizyphinum f. conuloides

## Alimentation
Les espèces de Calliostomes semblent principalement herbivores et/ou détritivores mais quelques espèces sont omnivores (Keen, 1975) voire carnivores, se nourrissant de diverses espèces d'algues et de nombreuses espèces d'invertébrés ; ainsi en Atlantique nord Calliostoma occidentale se nourrit parfois de cœlentérés.
Contrairement à ce qui est observé chez la plupart des escargots de ce groupe, les espèces de Calliostoma déposent leurs œufs en rubans gélatineux qui ne sont fécondés qu'après avoir été déposés sur le substrat de ponte. Les jeunes émergeront de l'œuf avec la forme de l'adulte, mais en miniature (Lebour, 1936), sans passer par une phase de vie planctonique.

## Espèces
Les espèces du genre Calliostoma comprenaient en 2011 :
- Calliostoma aculeatum G.B. Sowerby III, 1912
- Calliostoma adelae Schwengel, 1951
- Calliostoma admirandum E.A. Smith, 1906
- Calliostoma adspersum (Philippi, 1851)
- Calliostoma aequisculptum Carpenter, 1865
- Calliostoma africanum Bartsch, 1915
- Calliostoma akoya Kuroda in Ikebe, 1942
- Calliostoma alboregium Azuma, 1961
- Calliostoma alisi Marshall, 1995
- Calliostoma allporti (Tenison-Woods, 1876)
- Calliostoma altena Knudsen, 1970
- Calliostoma alternum Quinn, 1992
- Calliostoma amamiense (Sakurai, 1994)
- Calliostoma anderssoni Strebel, 1908
- Calliostoma angolense Boyer, 2006
- Calliostoma annulatum (Lightfoot, 1786)
- Calliostoma anseeuwi Poppe, Tagaro & Dekker, 2006
- Calliostoma antipodense Marshall, 1995
- Calliostoma antonii (Koch in Philippi, 1843)
- Calliostoma apicinum Dall, 1881
- Calliostoma aporia Vilvens, 2009
- Calliostoma aprosceptum Vilvens, 2009
- Calliostoma argentum Quinn, 1992
- Calliostoma arx Vilvens, 2005
- Calliostoma atlantis Clench & Aguayo, 1940
- Calliostoma aulicum Quinn, 1992
- Calliostoma aupourianum Marshall, 1995
- Calliostoma aurora Dall, 1888
- Calliostoma axelolssoni Quinn, 1992
- Calliostoma babelicum (Habe, 1961)
- Calliostoma bairdii Verrill & Smith, 1880
- Calliostoma barbouri Clench & Aguayo, 1946
- Calliostoma belauense Okutani & Kurata, 1998
- Calliostoma bellatrix Willan, 2002
- Calliostoma benedicti Dall, 1889
- Calliostoma benthicola (Dell, 1950)
- Calliostoma bermudense Quinn, 1992
- Calliostoma bernardi J. H. McLean, 1984
- Calliostoma bigelowi Clench & Aguayo, 1938
- Calliostoma blacki (Powell, 1950)
- Calliostoma bonita Strong, Hanna & Hertlein, 1933
- Calliostoma boucheti Marshall, 1995
- Calliostoma brunneopictum Quinn, 1992
- Calliostoma brunneum (Dall, 1881)
- Calliostoma bullisi Clench & Turner, 1960
- Calliostoma canaliculatum (Sasao & Habe, 1973) (double entry)
- Calliostoma canaliculatum (Lightfoot, 1786)
- Calliostoma carcellesi Clench & Aguayo, 1940
- Calliostoma caroli (Dautzenberg, 1927)
- Calliostoma cheni (Dong, 2002)
- Calliostoma chesterfieldense Marshall, 1995
- Calliostoma chinoi Poppe, Tagaro & Dekker, 2006
- Calliostoma chlorum Vilvens, 2005
- Calliostoma chuni (Martens, 1903)
- Calliostoma cinctellum Dall, 1889
- Calliostoma circumcinctum Dall, 1881
- Calliostoma circus Barnard, 1969
- Calliostoma cleopatra (Locard, 1896)
- Calliostoma cnidophilum Quinn, 1992
- Calliostoma cochlias Vilvens, 2009
- Calliostoma columnarium Hedley & May, 1908
- Calliostoma comptum A. Adams, 1855
- Calliostoma consimile (E. A. Smith, 1881)
- Calliostoma consobrinum (Powell, 1958)
- Calliostoma consors (Lischke, 1872)
- Calliostoma conulus (Linnaeus, 1758)
- Calliostoma coppingeri (E. A. Smith, 1880)
- Calliostoma coronatum Quinn, 1992
- Calliostoma crassicostatum Schepman, 1908
- Calliostoma cristatum Marshall, 1995
- Calliostoma crossleyae E. A. Smith, 1910
- Calliostoma cubense Quinn, 1992
- Calliostoma debile Quinn, 1992
- Calliostoma decipiens (Guppy, 1867)
- Calliostoma dedonderi Vilvens, 2000
- Calliostoma dentatum Quinn, 1992
- Calliostoma depictum Dall, 1927
- Calliostoma diadematum Marshall, 1995
- Calliostoma diaphoros Vilvens, 2009
- Calliostoma doncorni Kay, 1979
- Calliostoma duricastellum Melvill, 1898
- Calliostoma echinatum Dall, 1881
- Calliostoma elegantulum (A. Adams, 1853)
- Calliostoma eminens Marshall, 1995
- Calliostoma emmanueli Vilvens, 2000
- Calliostoma euglyptum (A. Adams, 1855)
- Calliostoma eximium (Reeve, 1843)
- Calliostoma fascinans Schwengel & McGinty, 1942
- Calliostoma fernandesi Rolán & Monteiro, 2006
- Calliostoma fernandezi Princz, 1978
- Calliostoma filiareginae (Sakurai, 1994)
- Calliostoma fonki (Philippi, 1860)
- Calliostoma formosense E.A. Smith, 1907
- Calliostoma foveauxanum (Dell, 1950)
- Calliostoma fragum (Philippi, 1848)
- Calliostoma frumari García, 2007
- Calliostoma fucosum Quinn, 1992
- Calliostoma funiculare Melvill, 1906
- Calliostoma funiculatum Ardovini, 2011
- Calliostoma galea (Sakurai, 1994)
- Calliostoma gavaldoni Vilvens, 2009
- Calliostoma gemmosum (Reeve, 1842)
- Calliostoma gemmulatum Carpenter, 1864
- Calliostoma gendalli Marshall, 1979
- Calliostoma gibbsorum Marshall, 1995
- Calliostoma gloriosum Dall, 1871
- Calliostoma gordanum McLean, 1970
- Calliostoma granti (Powell, 1931)
- Calliostoma granulatum (Born, 1778)
- Calliostoma grimaldii (Dautzenberg &H. Fischer, 1896)
- Calliostoma grohi Stratmann & Stahlschmidt, 2007
- Calliostoma gualterianum (Philippi, 1848)
- Calliostoma gubbiolii Nofroni, 1984
- Calliostoma guesti Quinn, 1992
- Calliostoma guphili Poppe, 2004
- Calliostoma hajimeanum Yoshida, 1948
- Calliostoma haliarchus (Melvill, 1889)
- Calliostoma halibrectum Dall, 1927
- Calliostoma hassler Clench & Aguayo, 1939
- Calliostoma hayamanum (Kuroda & Habe, 1971 in Kuroda, Habe & Oyama, 1971)
- Calliostoma hayashii Shikama, 1977
- Calliostoma hedleyi Pritchard & Gatliff, 1902
- Calliostoma hematomenon Vilvens, 2014
- Calliostoma hendersoni Dall, 1927
- Calliostoma herberti Vilvens, 2014
- Calliostoma hernandezi Rubio & Gubbioli, 1993
- Calliostoma heros Marshall, 1995
- Calliostoma heugteni Vilvens & Swinnen, 2003
- Calliostoma hexalyssion Vilvens, 2009
- Calliostoma hilare Quinn, 1992
- Calliostoma hirondellei (Dautzenberg & H. Fischer, 1896)
- Calliostoma hirtum Quinn, 1992
- Calliostoma houarti Vilvens, 2000
- Calliostoma houbricki Marshall, 1995
- Calliostoma imperiale Kosuge, 1979
- Calliostoma incertum (Reeve, 1863)
- Calliostoma indiana Dall, 1889
- Calliostoma insignis Olsson, 1971
- Calliostoma interruptus (Wood, 1828)
- Calliostoma iridescens G.B. Sowerby III, 1903
- Calliostoma iridium Dall, 1896
- Calliostoma iris (Kuroda & Habe in Habe, 1961)
- Calliostoma irisans Strebel, 1905
- Calliostoma iwamotoi Ikebe, 1942
- Calliostoma iwaotakii (Azuma, 1961)
- Calliostoma jackelynae Bozzetti, 1997
- Calliostoma jacquelinae McLean, 1970
- Calliostoma jamiesoni Marshall, 1995
- Calliostoma javanicum (Lamarck, 1822)
- Calliostoma jeanneae Clench & Turner, 1960
- Calliostoma joanneae Olsson, 1971
- Calliostoma jucundum (Gould, 1849)
- Calliostoma jujubinum (Gmelin, 1791)
- Calliostoma kampsa Dall, 1927
- Calliostoma kanakorum Marshall, 2001
- Calliostoma katherina (Iredale, 1936)
- Calliostoma katoi (Sakurai, 1994)
- Calliostoma katsunakamai Kosuge, 1998
- Calliostoma keenae McLean, 1970
- Calliostoma kiiense Ikebe, 1942
- Calliostoma kochi Pallary, 1902
- Calliostoma koma (Shikama & Habe, 1965)
- Calliostoma kurodai (Azuma, 1975)
- Calliostoma laugieri (Payraudeau, 1826)
- Calliostoma layardi Sowerby III, 1897
- Calliostoma leanum (C. B. Adams, 1852)
- Calliostoma legrandi (Tenison-Woods, 1876)
- Calliostoma lepton Vilvens, 2012
- Calliostoma leptophyma (Dautzenberg & H. Fischer, 1896)
- Calliostoma levibasis (Kuroda & Habe, 1971 in Kuroda, Habe & Oyama)
- Calliostoma ligatum (Gould, 1849)
- Calliostoma lithocolletum (Dautzenberg, 1925)
- Calliostoma lividum Dautzenberg, 1927
- Calliostoma madagascarense Vilvens, Nolf & Verstraeten, 2004
- Calliostoma madatechnema Vilvens, 2014
- Calliostoma magaldii Caldini & Prado, 1998
- Calliostoma malaita Vilvens, 2009
- Calliostoma manesol Huang & Fu, 2015
- Calliostoma margaritissimum (Habe & Okutani, 1968)
- Calliostoma mariae Poppe, Tagaro & Dekker, 2006
- Calliostoma marionae Dall, 1906
- Calliostoma marisflavi Huang & Fu, 2015
- Calliostoma marshalli Lowe, 1935
- Calliostoma maui Marshall, 1995
- Calliostoma mcleani Shasky & Campbell, 1964
- Calliostoma megaloprepes (Tomlin, 1948)
- Calliostoma metabolicum Vilvens, 2005
- Calliostoma metivieri Marshall, 1995
- Calliostoma mikikoae (Kosuge & Oh-Ishi, 1970)
- Calliostoma militare Ihering, 1907
- Calliostoma milneedwardsi (Locard, 1898)
- Calliostoma modestulum Strebel, 1908
- Calliostoma moebiusi Strebel, 1905
- Calliostoma monikae Stratmann & Schwabe, 2007
- Calliostoma moscatellii Quinn, 1992
- Calliostoma multiliratum (Sowerby II, 1875)
- Calliostoma muriellae Vilvens, 2001
- Calliostoma nakamigawai (Sakurai, 1994)
- Calliostoma nanshaense Dong, 2002
- Calliostoma necopinatum Marshall, 1995
- Calliostoma nepheloide Dall, 1913
- Calliostoma nobile (Hirase, 1922)
- Calliostoma nordenskjoldi Strebel, 1908
- Calliostoma normani (Dautzenberg & H. Fischer, 1897)
- Calliostoma nudiusculum (Martens, 1881)
- † Calliostoma nodulosum Solander, 1766 [12]
- Calliostoma nudum (Philippi, 1845)
- Calliostoma obesulum (Locard, 1898)
- Calliostoma occidentale (Mighels & C. B. Adams, 1842)
- Calliostoma ocellatum (Reeve, 1863)
- Calliostoma opalinum (Kuroda & Habe in Kuroda, Habe & Oyama, 1971)
- Calliostoma oregon Clench & Turner, 1960
- Calliostoma orion Dall, 1889
- Calliostoma ornatum (Lamarck, 1822)
- Calliostoma osbornei Powell, 1926
- Calliostoma otukai Ikebe, 1942
- Calliostoma palmeri Dall, 1871
- Calliostoma paradigmatum Marshall, 1995
- Calliostoma parvajuba Vilvens, 2014
- Calliostoma paucicostatum Kosuge, 1984
- Calliostoma pellucidum (Valenciennes, 1846)
- Calliostoma penniketi Marshall, 1995
- Calliostoma peregrinum Marshall, 1995
- Calliostoma perfragile G.B. Sowerby III, 1903
- Calliostoma periglyptum Marshall, 1995
- Calliostoma pertinax Marshall, 1995
- Calliostoma philippei Poppe, 2004
- Calliostoma picturatum (A. Adams, 1851)
- Calliostoma platinum Dall, 1890
- Calliostoma poppei Vilvens, 2000
- Calliostoma poupineli (Montrouzier in Souverbie & Montrouzier, 1875)
- Calliostoma problematicum (Kuroda & Habe in Kuroda, Habe & Oyama, 1971)
- Calliostoma psyche Dall, 1888
- Calliostoma pulchrum (C. B. Adams, 1850)
- Calliostoma punctulatum (Martyn, 1784)
- Calliostoma purpureum Quinn, 1992
- Calliostoma pyrron Vilvens, 2014
- Calliostoma quadricolor Schepman, 1908
- Calliostoma regale Marshall, 1995
- Calliostoma rema Strong, Hanna & Hertlein, 1933
- Calliostoma richeri Marshall, 1995
- Calliostoma roseolum Dall, 1881
- Calliostoma rosewateri Clench & Turner, 1960
- Calliostoma rota Quinn, 1992
- Calliostoma rubroscalptum Lee & Wu, 1998
- Calliostoma rude Quinn, 1992
- Calliostoma rufomaculatum Schepman, 1908
- Calliostoma sagamiensis (Ishida & Uchida, 1977)
- Calliostoma sakashitai (Sakurai, 1994)
- Calliostoma sanjaimense McLean, 1970
- Calliostoma santacruzanum McLean, 1970
- Calliostoma sapidum Dall, 1881
- Calliostoma sarcodum Dall, 1927
- Calliostoma sayanum Dall, 1889
- Calliostoma scalenum Quinn, 1992
- Calliostoma schroederi Clench & Aguayo, 1938
- Calliostoma scobinatum (A. Adams in Reeve, 1863)
- Calliostoma scotti Kilburn, 1973
- Calliostoma scurra Quinn, 1992
- Calliostoma selectum (Dillwyn, 1817)
- Calliostoma semisuave Quinn, 1992
- Calliostoma serratulum Quinn, 1992
- Calliostoma shinagawaense (Tokunaga, 1906)
- Calliostoma simodense Ikebe, 1942
- Calliostoma simplex Schepman, 1908
- Calliostoma simulans Marshall, 1994
- Calliostoma soyoae Ikebe, 1942
- Calliostoma spectabile (A. Adams, 1855)
- Calliostoma splendens Carpenter, 1864
- Calliostoma springeri (Clench & Turner, 1960)
- Calliostoma stirophorum (Watson, 1879)
- Calliostoma strobilos Vilvens, 2005
- Calliostoma subalboroseum Vilvens, 2014
- Calliostoma sublaeve E.A. Smith, 1895
- Calliostoma suduirauti Bozzetti, 1997
- Calliostoma sugitanii (Sakurai, 1994)
- Calliostoma supragranosum Carpenter, 1864
- Calliostoma swinneni Poppe, Tagaro & Dekker, 2006
- Calliostoma syungokannoi Kosuge, 1998
- Calliostoma takaseanum (Okutani, 1972)
- Calliostoma takujii Kosuge, 1986
- Calliostoma tampaense (Conrad, 1846)
- Calliostoma tenebrosum Quinn, 1992
- Calliostoma textor Vilvens, 2014
- Calliostoma thachi Alf & Stratmann, 2007
- Calliostoma thrincoma Melvill & Standen, 1903
- Calliostoma ticaonicum (A. Adams, 1851)
- Calliostoma tigris (Gmelin, 1791)
- Calliostoma titanium McLean, 1984
- Calliostoma tittarium Dall, 1927
- Calliostoma tornatum (Röding, 1798)
- Calliostoma torrei Clench & Aguayo, 1940
- Calliostoma tosaense (Kuroda & Habe in Habe, 1961)
- Calliostoma toshiharui Kosuge, 1997
- Calliostoma trachystum Dall, 1927
- Calliostoma tranquebaricum (Röding, 1798)
- Calliostoma tricolor Gabb, 1865
- Calliostoma tropis Vilvens, 2009
- Calliostoma trotini Poppe, Tagaro & Dekker, 2006
- Calliostoma tsuchiyai (Kuroda & Habe in Kuroda, Habe & Oyama, 1971)
- Calliostoma tumidosolidum Vilvens, 2014
- Calliostoma tupinamba Dornellas, 2012
- Calliostoma turbinum Dall, 1896
- Calliostoma turnerarum (Powell, 1964)
- Calliostoma unicum (Dunker, 1860)
- Calliostoma uranipponense (Okutani, 1969)
- Calliostoma variegatum Carpenter, 1864
- Calliostoma vaubani Marshall, 1995
- Calliostoma veleroae McLean, 1970
- Calliostoma venustum (Dunker, 1871)
- Calliostoma vicdani Kosuge, 1984
- Calliostoma vilvensi Poppe, 2004
- Calliostoma vinosum Quinn, 1992
- Calliostoma virescens Coen, 1933
- Calliostoma virgo Schepman, 1908
- Calliostoma viscardii Quinn, 1992
- Calliostoma waikanae Oliver, 1926
- Calliostoma xanthos Marshall, 1995
- Calliostoma xylocinnamomum Vilvens, 2005
- Calliostoma yucatecanum Dall, 1881
- Calliostoma zietzi Verco, 1905
- Calliostoma zizyphinum (Linnaeus, 1758)

Espèces devenues synonymes
- Calliostoma adamsi Brazier, 1895: synonyme de Calliostoma comptum A. Adams, 1855
- Calliostoma adamsi Pilsbry, 1889: synonyme de Astele subcarinata Swainson, 1855
- Calliostoma affinis Dall, 1872: synonyme de Calliostoma unicum (Dunker, 1860)
- Calliostoma albolineatum Turton, 1932: synonyme de Calliostoma ornatum (Lamarck, 1822)
- Calliostoma alertae Marshall, 1995: synonyme de Otukaia blacki (Dell, 1956)
- Calliostoma australis Broderip, 1835: synonyme de Astele rubiginosa (Valenciennes, 1846)
- Calliostoma belauensis Okutani & Kurata, 1998: synonyme de Calliostoma belauense Okutani & Kurata, 1998
- Calliostoma bisculptum E.A. Smith: synonyme de Cantharidus bisculptus E.A. Smith
- Calliostoma bularra (Garrard, 1961): synonyme de Astele bularra Garrard, 1961
- Calliostoma burnupi E. A. Smith, 1899: synonyme de Dactylastele burnupi (E.A. Smith, 1899)
- Calliostoma calliope Cotton & Godfrey, 1938: synonyme de Astele ciliaris (Menke, 1843)
- Calliostoma cancellatum Schepman, 1908: synonyme de Perrinia cancellata (Schepman, 1908)
- Calliostoma carnicolor Preston, 1907: synonyme de Calliostoma selectum (Dillwyn, 1817)
- Calliostoma cecillei Nomura & Hatai, 1935: synonyme de Calliostoma unicum (Dunker, 1860)
- Calliostoma chilenum Rehder, 1971: synonyme de Otukaia chilena (Rehder, 1971)
- Calliostoma cipangoanum Yokoyama, 1920: synonyme de Calliostoma shinagawaense (Tokunaga, 1906)
- Calliostoma conuloide (Lamarck, 1822): synonyme de Calliostoma zizyphinum (Linnaeus, 1758)
- Calliostoma convexa Turton, 1932: synonyme de Calliostoma africanum Bartsch, 1915
- Calliostoma corbis Dall, 1889: synonyme de Mirachelus corbis (Dall, 1889)
- Calliostoma deceptum E.A. Smith, 1899: synonyme de Laetifautor deceptus (E.A. Smith, 1899)
- Calliostoma dubium (Philippi, 1844): synonyme de Calliostoma conulus (Linnaeus, 1758)
- Calliostoma elegans (Habe, 1960): synonyme de Laetifautor elegans Habe, 1960
- Calliostoma eucosmia Bartsch, 1915: synonyme de Calliostoma ornatum (Lamarck, 1822)
- Calliostoma excellens Thiele, 1930: synonyme de Astele similaris (Reeve, 1863)
- Calliostoma expansum Schepman, 1908: synonyme de Enida japonica A. Adams, 1860
- Calliostoma fernandesi Boyer, 2006: synonyme de Calliostoma angolensis Boyer, 2006
- Calliostoma formosensis E.A. Smith, 1907: synonyme de Calliostoma formosense E.A. Smith, 1907
- Calliostoma formosum (McAndrew & Forbes, 1847): synonyme de Calliostoma occidentale (Mighels & C. B. Adams, 1842)
- Calliostoma formosum Carpenter, 1864: synonyme de Calliostoma gemmulatum Carpenter, 1864
- Calliostoma glaucophaos Barnard, 1963: synonyme de Minolia glaucophaos (Barnard, 1963)
- Calliostoma hungerfordi Sowerby, 1888: synonyme de Calliostoma consors (Lischke, 1872)
- Calliostoma ikukoae (Sakurai, 1994): synonyme de Otukaia kiheiziebisu (Otuka, 1939)
- Calliostoma ilhabelensis Prado, 2003: synonyme de Calliostoma tupinamba Dornellas, 2012
- Calliostoma imperialis Kosuge, 1979: synonyme de Calliostoma imperiale Kosuge, 1979
- Calliostoma ishianum Yokoyama, 1926: synonyme de Calliostoma multiliratum (Sowerby II, 1875)
- Calliostoma kiheiziebisu Otuka, 1939: synonyme de Otukaia kiheiziebisu (Otuka, 1939)
- Calliostoma kopua Marshall, 1995: synonyme de Selastele kopua (Marshall, 1995)
- Calliostoma limatulum Marshall, 1995: synonyme de Selastele limatulum B. A. Marshall, 1995
- Calliostoma madagascarensis Vilvens, Nolf & Verstraeten, 2004: synonyme de Calliostoma madagascarense Vilvens, Nolf & Verstraeten, 2004
- Calliostoma marginata (Schepman, 1909): synonyme de Fluxinella marginata (Schepman, 1909)
- Calliostoma monodon Schepman, 1908: synonyme de Ancistrobasis monodon (Schepman, 1908)
- Calliostoma nanshaensis (sic): synonyme de Calliostoma nanshaense Dong, 2002
- Calliostoma nevilli G.B. Sowerby III, 1905: synonyme de Dactylastele nevilli (Sowerby, 1905)
- Calliostoma nigromaculatum Schepman, 1908: synonyme de Perrinia nigromaculata (Schepman, 1908)
- Calliostoma onustum Odhner, 1924: synonyme de Selastele onustum B. A. Marshall, 1995
- Calliostoma ornata [sic]: synonyme de Calliostoma ornatum (Lamarck, 1822)
- Calliostoma pagoda Oliver, 1926: synonyme de Calliostoma selectum (Dillwyn, 1817)
- Calliostoma papillosa (Da Costa, 1778): synonyme de Calliostoma granulatum (Born, 1778)
- Calliostoma plambralum Spry, 1961: synonyme de Jujubinus interruptus (Wood, 1828)
- Calliostoma polychroma (A. Adams, 1851): synonyme de Cantharidus polychroma (A. Adams, 1851)
- Calliostoma poupineli (Montrouzier in Souverbie & Montrouzier, 1875): synonyme de Calliostoma comptum A. Adams, 1855
- Calliostoma purpureocinctum Hedley, 1894: synonyme de Calliostoma comptum A. Adams, 1855
- Calliostoma regalis (Verrill & S. Smith, 1880): synonyme de Calliotropis regalis (Verrill & Smith, 1880)
- Calliostoma retiarium Hedley & May, 1908: synonyme de Selastele retiarium (Hedley & May, 1908)
- Calliostoma rossica (Dall, 1919): synonyme de Margarites rossicus Dall, 1919
- Calliostoma rubropunctatum (A. Adams, 1851): synonyme de Laetifautor rubropunctatus (A. Adams, 1851)
- Calliostoma rubroscalpta Lee & Wu, 1998: synonyme de Calliostoma rubroscalptum Lee & Wu, 1998
- Calliostoma sagamianum Yokoyama, 1920: synonyme de Calliostoma consors (Lischke, 1872)
- Calliostoma sowerbyi Pilsbry, 1889: synonyme de Calliostoma haliarchus (Melvill, 1889)
- Calliostoma spinulosum Tate, 1893: synonyme de Laetifautor spinulosum (Tate, 1893)
- Calliostoma squamicarinatum Schepman, 1908: synonyme de Perrinia squamicarinata (Schepman, 1908)
- Calliostoma striatum (Linnaeus, 1758): synonyme de Jujubinus striatus (Linnaeus, 1758)
- Calliostoma suturale (Philippi, 1836): synonyme de Callumbonella suturalis (Philippi, 1836)
- Calliostoma tiara auct. non Watson, 1879: synonyme de Lamellitrochus inceratus Quinn, 1991
- Calliostoma trepidum Hedley, 1907: synonyme de Laetifautor deceptus (E.A. Smith, 1899)
- Calliostoma undulatum Finlay, 1923: synonyme de Calliostoma pellucidum (Valenciennes, 1846)
- Calliostoma vincentae Kaicher 1986: synonyme de Callumbonella suturalis (Philippi, 1836)

## Galerie de photographies de troques ou calliostomes,Centre de biodiversité Naturalis, Leyde, Pays-bas

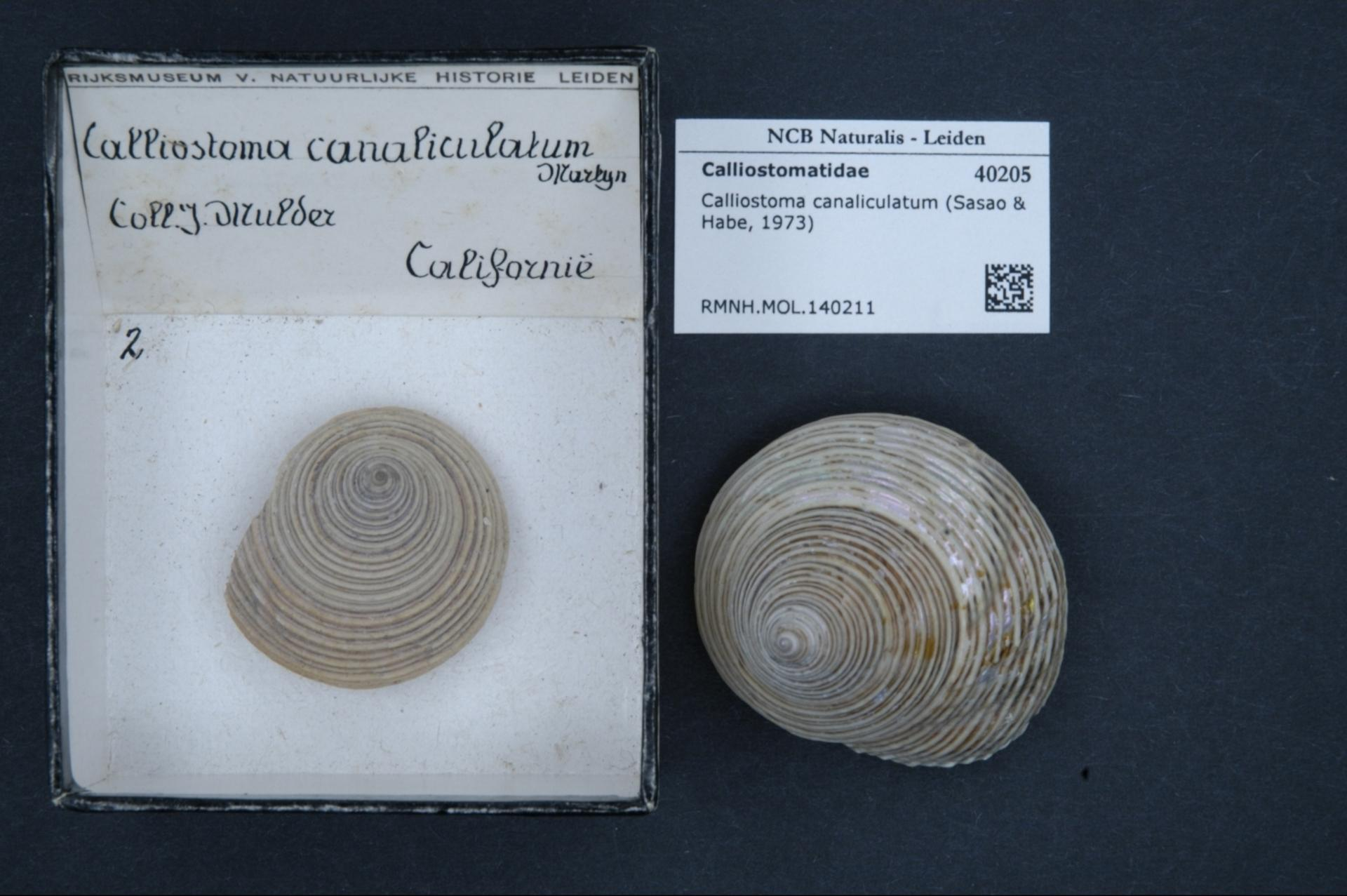
Calliostoma canaliculatum
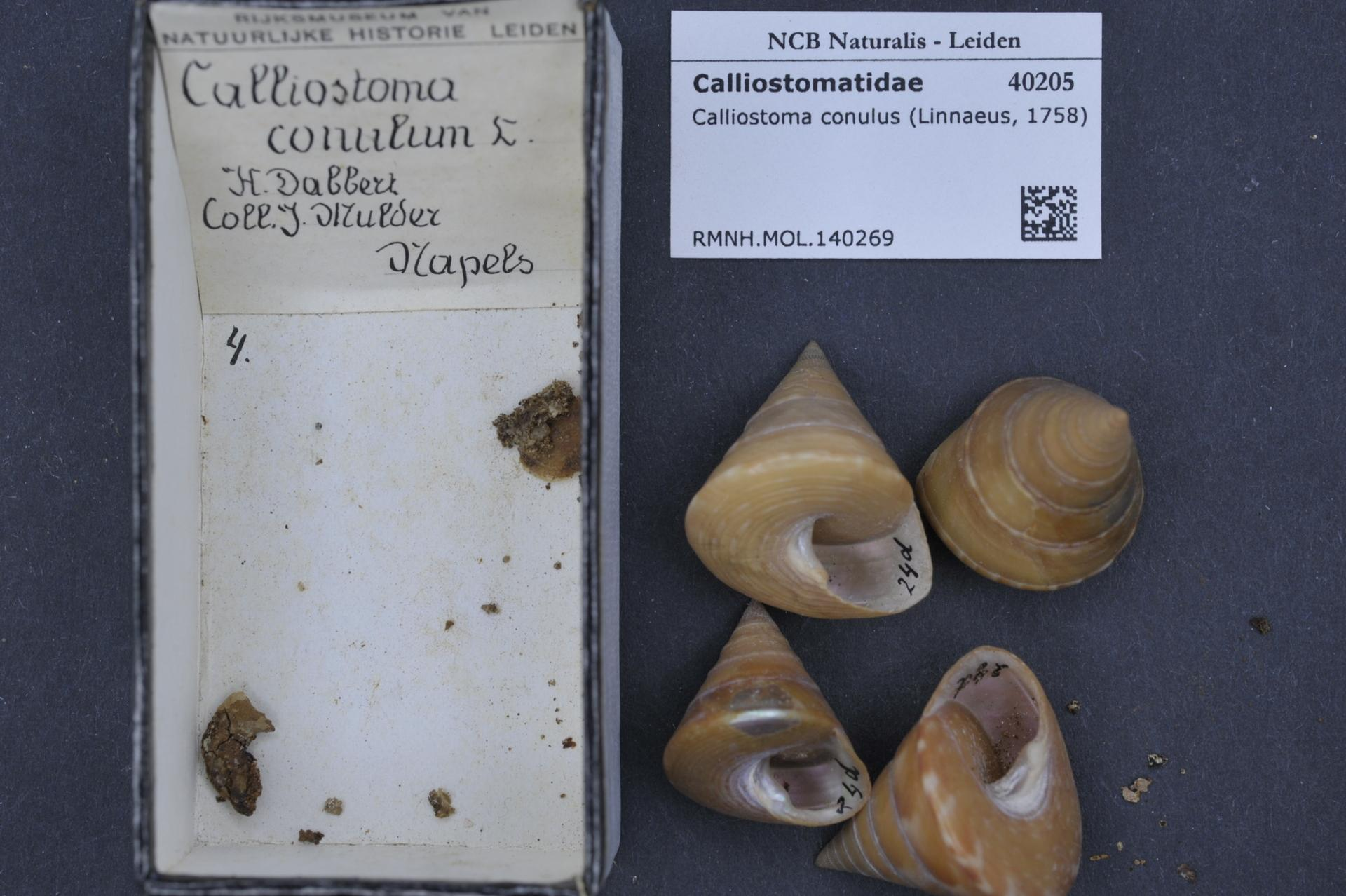
Calliostoma conulus
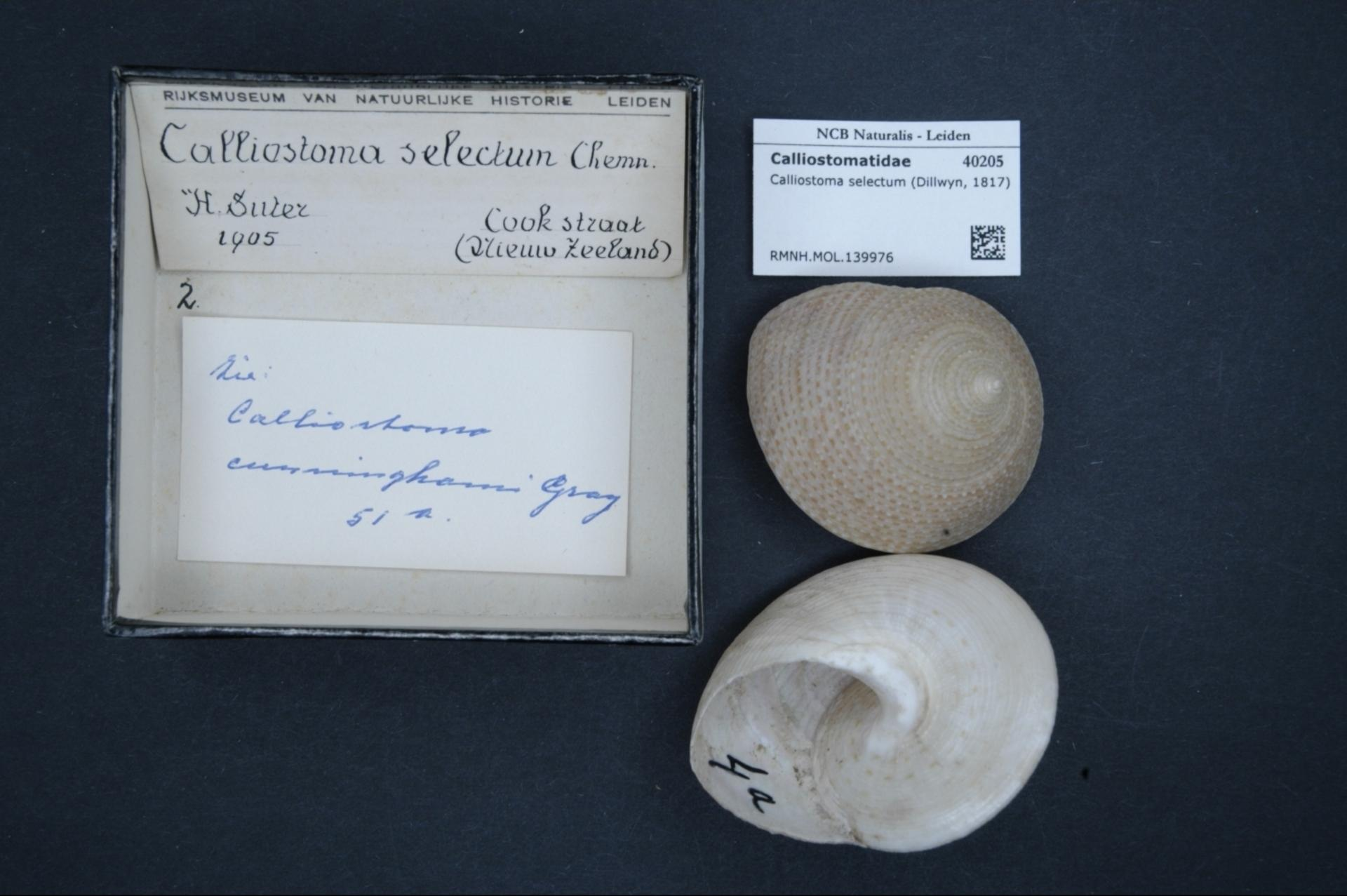
Calliostoma selectum
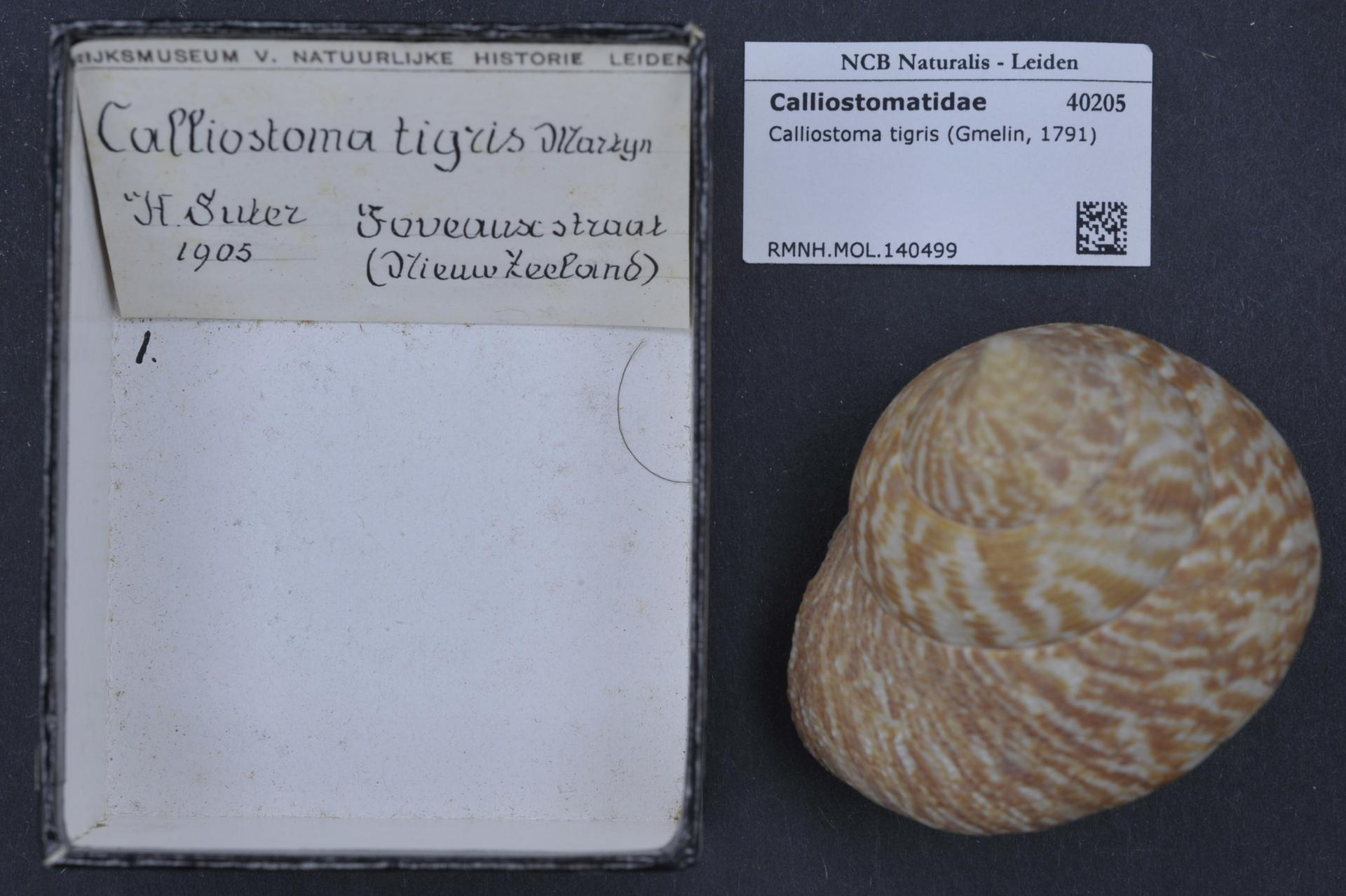
Calliostoma tigris
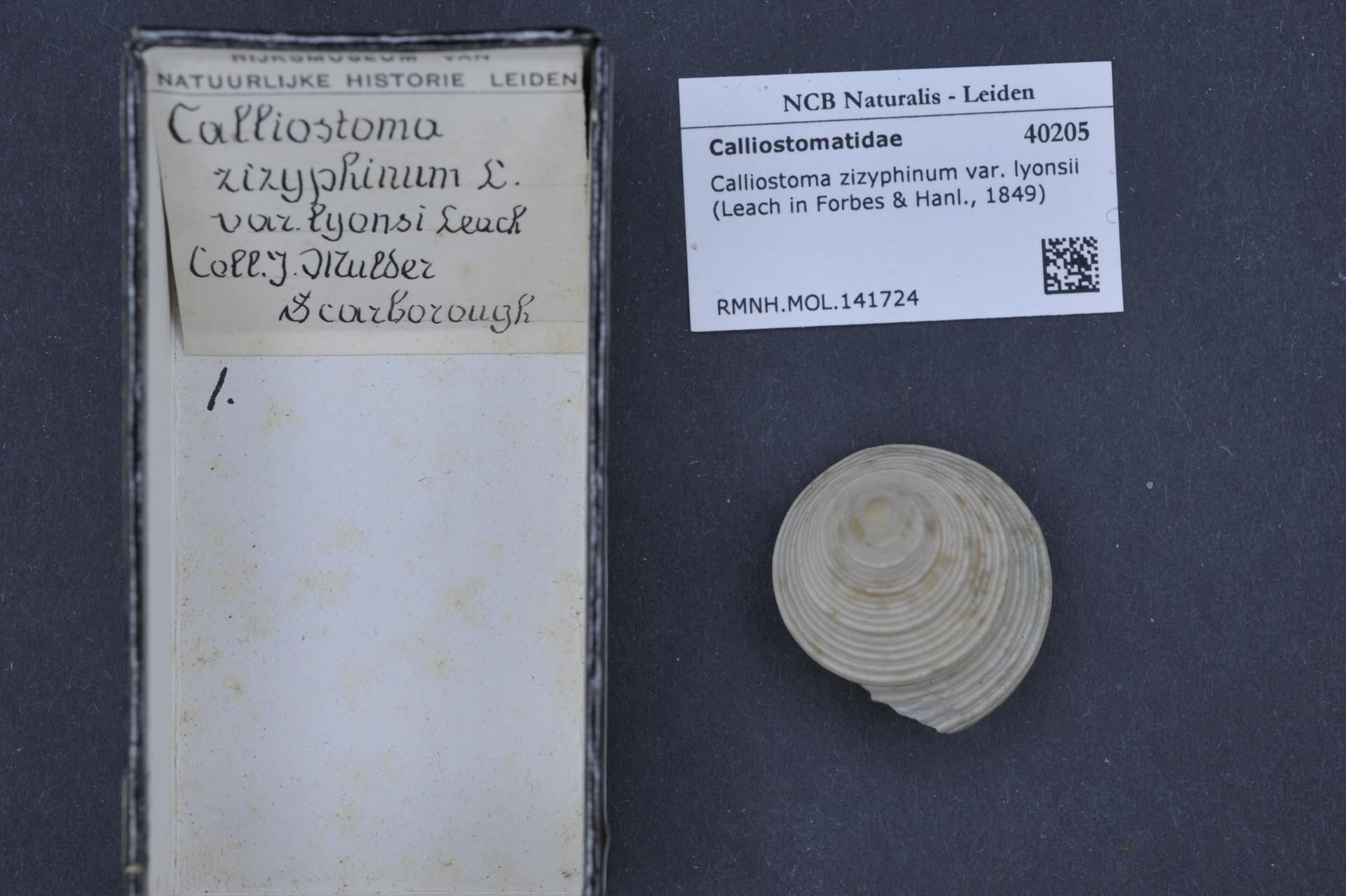
Calliostoma zizyphinum
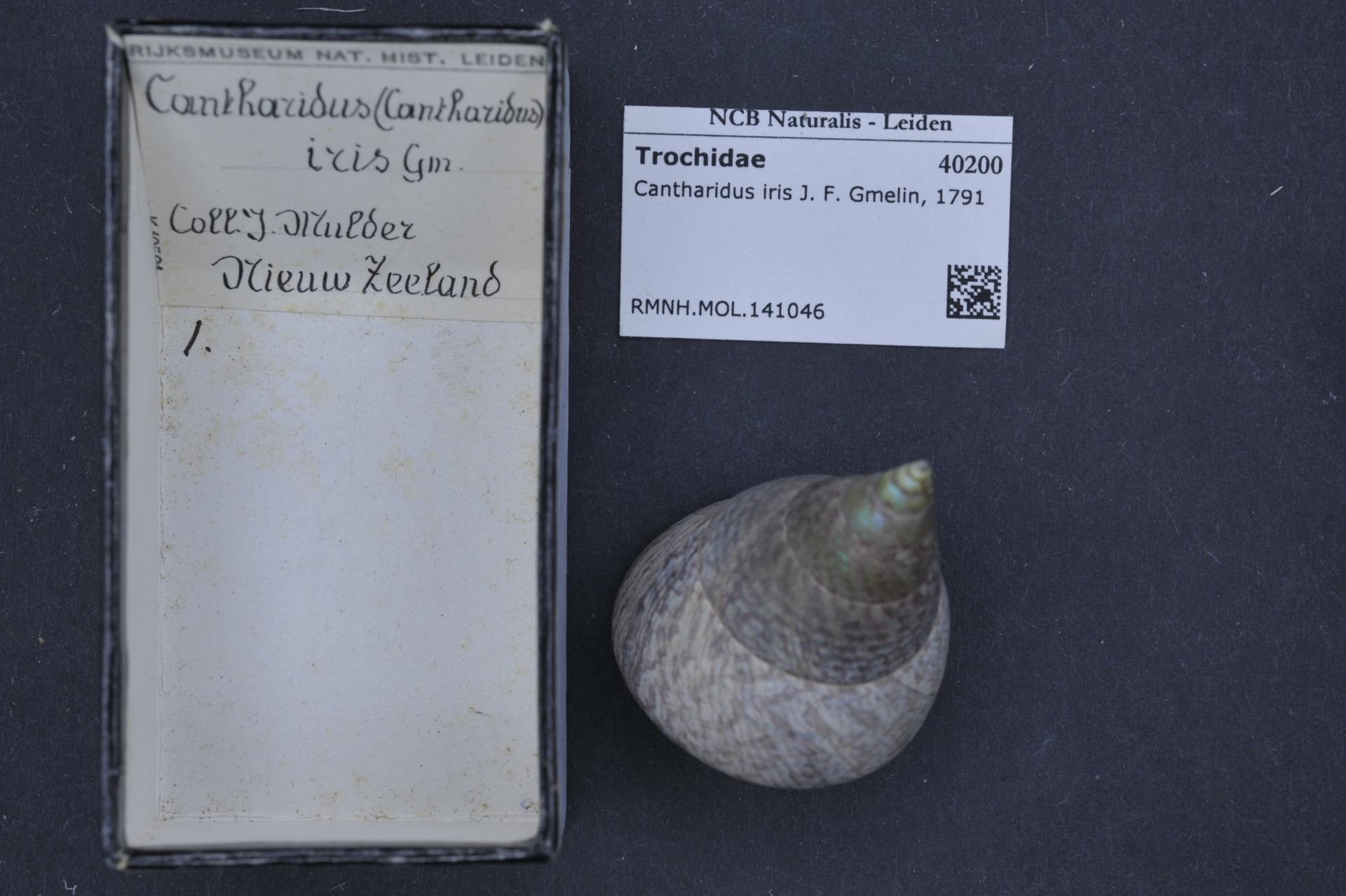
Cantharidus iris